# 일관
일관(日官)은 하늘의 변이(變異)로써 인간의 길흉을 점치던 관원이다.

## 개요
원시 종교가 유행하던 고대에는 주로 점성술(占星術)을 맡아 우대를 받았으나 고려 이후에는 기술직(技術職)으로 천대를 받았다. 고구려에서는 일자(日者)라고 하였고 백제와 신라에서는 일관이라 불렀으며 특히 백제는 일관부(日官府)라는 관청까지 두었다고 한다.